# Zbrojówka
Zbrojówka (Merganetta armata) – gatunek średniej wielkości ptaka z rodziny kaczkowatych (Anatidae) występującego w Andach. Nie jest zagrożony wyginięciem.

## Systematyka
Jest to jedyny przedstawiciel rodzaju Merganetta. Wyróżniono kilka podgatunków M. armata:
- M. armata colombiana – zbrojówka kolumbijska – zachodnia Wenezuela i północna Kolumbia do środkowego Ekwadoru.
- M. armata leucogenis – zbrojówka peruwiańska – północne Peru.
- M. armata turneri – południowe Peru, północne Chile.
- M. armata garleppi – północna Boliwia.
- M. armata berlepschi – południowa Boliwia, północno-zachodnia Argentyna.
- M. armata armata – zbrojówka chilijska – zachodnia Argentyna, Chile.

## Morfologia
Długość ciała 43–45 cm, długość skrzydła 17,2 cm. Upierzenie ciemne, paskowane skrzydła, czarna pierś, biała głowa, czerwonobrązowy brzuch, szary ogon i kuper.

## Tryb życia
Zasiedla rzeki i górskie strumienie. Żywi się larwami owadów i małymi rybami. Samica składa 3–4 jaja w szczelinie skalnej. Młode wykluwają się po 43 dniach.

## Status
IUCN uznaje zbrojówkę za gatunek najmniejszej troski (LC, Least Concern) nieprzerwanie od 1988 roku. Liczebność światowej populacji szacuje się na 13 000 – 23 000 dorosłych osobników. Trend liczebności populacji uznawany jest za spadkowy.